# Hyde Park
|  | Aquest article tracta sobre la parc de Londres. Vegeu-ne altres significats a «Hyde Park (desambiguació)». |

Hyde Park és un dels parcs urbans més grans del centre de Londres, així com un dels vuit Royal Parks, amb una longitud de més de dos quilòmetres i prop d'un quilòmetre d'amplada. Monument classificat del Regne Unit.
Té una extensió de 140 ha ubicades en el districte de Westminster, al Gran Londres. És el més gran dels parcs i espais verds que formen una cadena, des del palau de Kensington passant pels Kensington Gardens i Hyde Park, passant per Hyde Park Corner i Green Park, passant pel palau de Buckingham fins a St James's Park. Hyde Park està dividit pels llacs Serpentine i Long Water.
El parc va ser establert per Enric VIII el 1536 quan va prendre la terra de l'abadia de Westminster i la va utilitzar com a àrea de caça. Va obrir al públic l'any 1637 i ràpidament es va fer popular, especialment per a les desfilades del Primer de Maig. Les principals millores es van produir a principis del segle XVIII sota la direcció de la reina Caroline. El parc també es va convertir en un lloc per a duels durant aquesta època, sovint involucrant membres de la noblesa. Al segle XIX, al parc es va celebrar la Gran Exposició de 1851, per a la qual es va erigir el  Crystal Palace, dissenyat per Joseph Paxton.
La llibertat d'expressió i les manifestacions han estat una característica clau de Hyde Park des del segle XIX. El Speakers' Corner es va crear com a punt de llibertat d'expressió i debat des de 1872, sent escenari de les protestes dels cartistes, la Reform League, les sufragistes i la Coalició Stop the War hi han fet manifestacions. A finals del segle xx, el parc era conegut per organitzar concerts de música rock gratuïts a gran escala, amb grups com Pink Floyd, els Rolling Stones i Queen. Els principals esdeveniments del parc han continuat durant el segle XXI, com ara Live 8 el 2005 i el Hyde Park Winter Wonderland que se celebra anualment des del 2007.

## Geografia

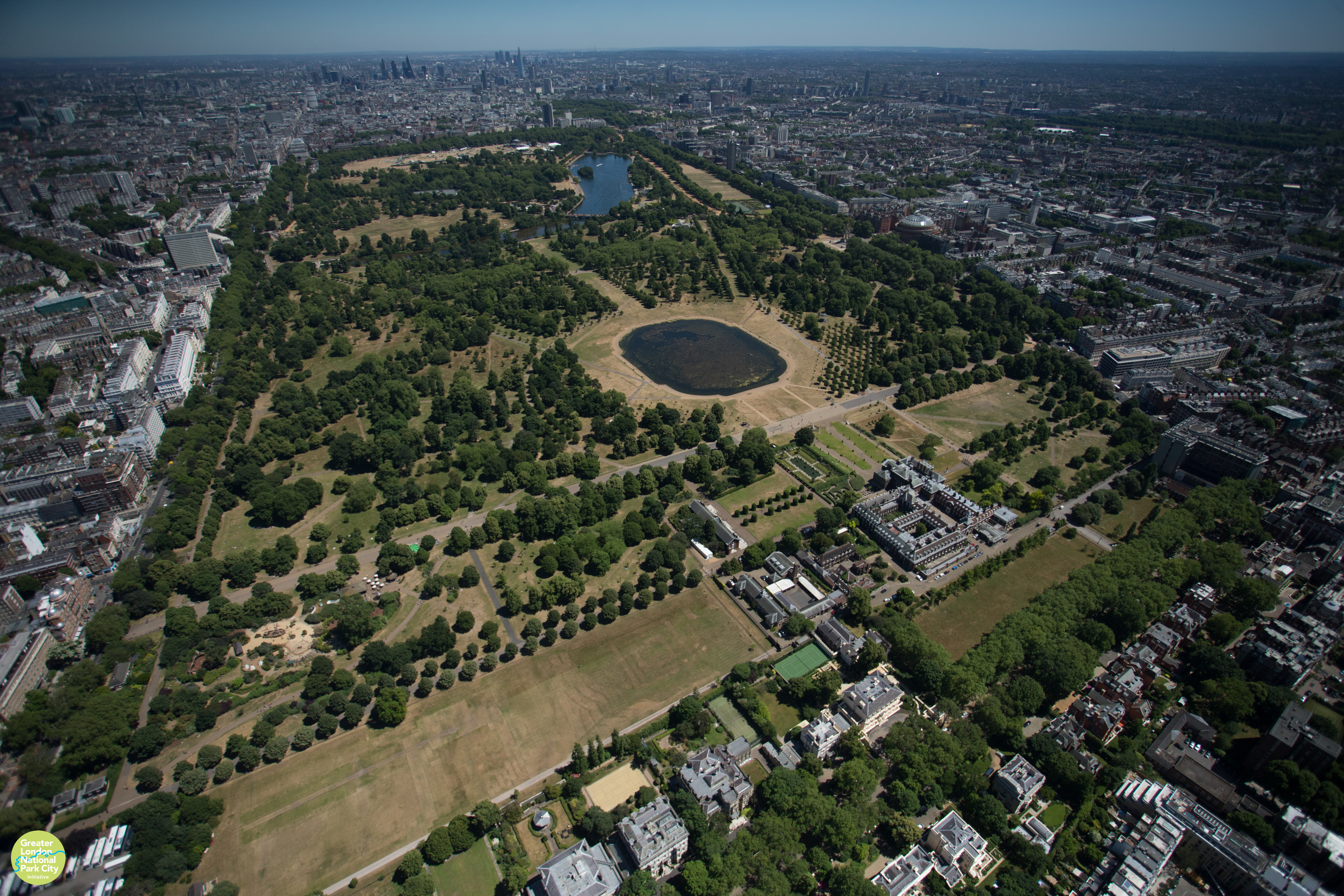
Fotografia aèria d'Hyde Park, Londres (Luke Massey i Greater London National Park City Initiative)

Hyde Park és un parc reial al centre de Londres, limitat al nord per Bayswater Road, a l'est amb Park Lane i al sud amb Knightsbridge. Al nord hi trobem Paddington, a l'est és Mayfair i més al sud hi ha Belgravia. Al sud-est, fora del parc, hi ha Hyde Park Corner, més enllà del qual hi ha Green Park, St. James's Park i Buckingham Palace Gardens. El parc està inclòs al Grau I al Register of Historic Parks and Gardens of Special Historic Interest in England des del 1987.
A l'oest, Hyde Park es fusiona amb Kensington Gardens. La línia divisòria va aproximadament entre Alexandra Gate i Victoria Gate a través de West Carriage Drive i el Serpentine Bridge. El llac Serpentine es troba al sud de l'àrea del parc. Els jardins de Kensington estan separats de Hyde Park des de 1728, quan la reina Caroline els va dividir. Hyde Park ocupa 142 hectàrees, i Kensington Gardens cobreix 111 hectàrees, donant una superfície total de 253 hectàrees. Durant la llum del dia, els dos parcs es fusionen perfectament entre si, però els jardins de Kensington romanen oberts durant tot l'any i tanquen el Hyde Park 5 a.m. fins a mitjanit.

## Història

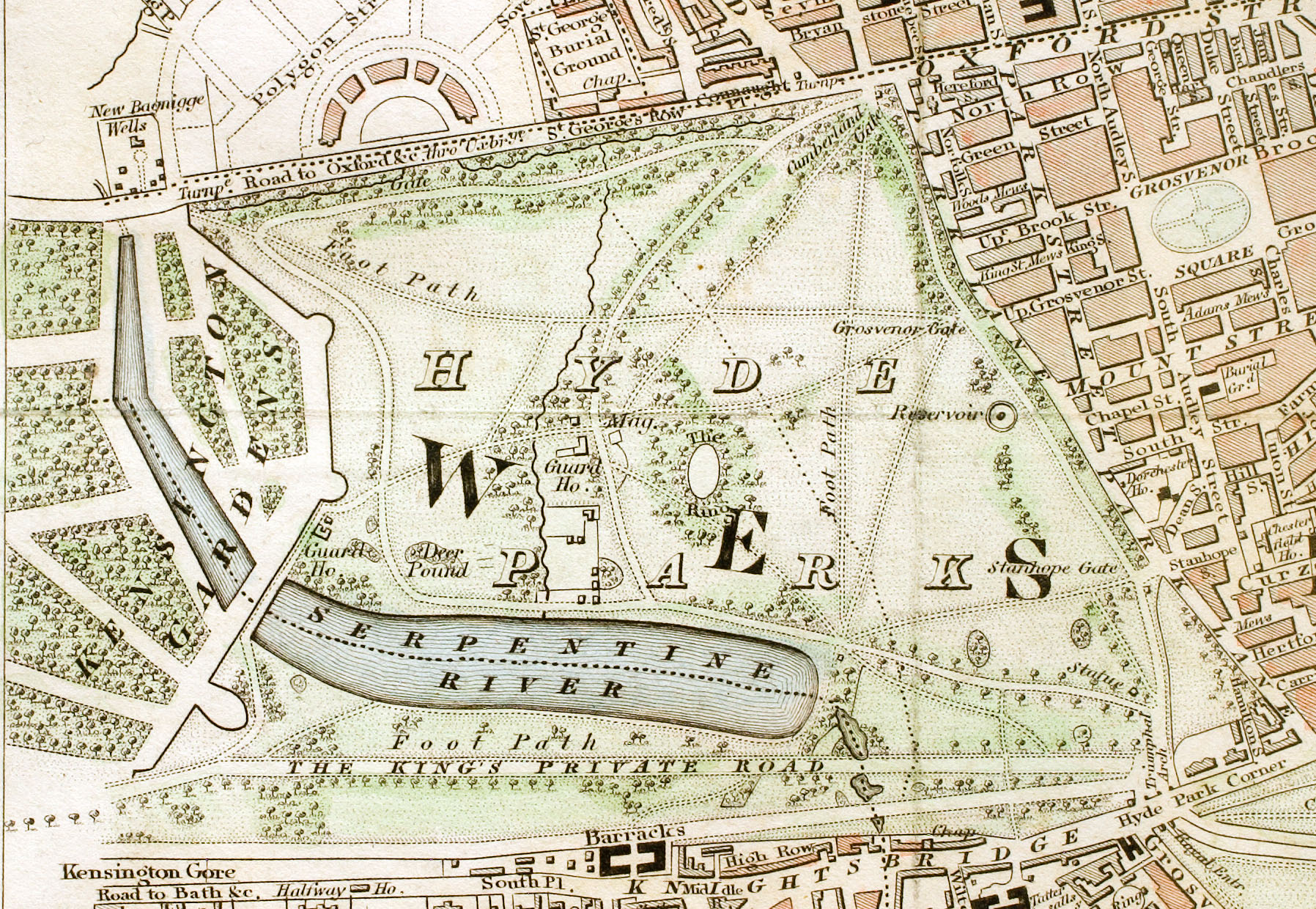
Plànol de Hyde Park

### Orígens
El nom del parc prové de Manor of Hyde, que era la subdivisió nord-est de la mansió d'Eia que juntament amb les altres dues subdivisions Ebury i Neyte, apareix com a tal al Domesday Book. El nom és d'origen saxó, i significa una hide (unitat de terra), la pell, que era apropiada per al sosteniment d'una sola família i els seus dependents. Durant l'edat mitjana, va ser propietat de l'Abadia de Westminster, i els boscos de la mansió es van utilitzar tant per a llenya com per a refugi de caça.

### Segles XVII i XVIII
Hyde Park va ser creat com a reserva de caça per Enric Vlll l'any 1536 després d'adquirir la mansió de Hyde de l'Abadia. Va ser tancat com un parc de cérvols i va romandre un terreny de caça privat fins que Jaume I va permetre l'accés limitat als cavallers, nomenant un guardabosc com a encarregat. L'octubre de 1619, els caçadors furtius dirigits per Sir Thomas Watson van emboscar els cérvols amb un tret que van matar el guardabosc.
Carles I va crear the Ring al nord de les actuals naus Serpentine, i el 1637 va obrir el parc al públic en general. Ràpidament es va convertir en un lloc de reunió popular, especialment per a les celebracions del Primer de Maig. A l'inici de la Guerra Civil Anglesa el 1642, es van construir una sèrie de fortificacions al costat est del parc, com a l'actual Marble Arch, Mount Street i Hyde Park Corner. Aquest últim incloïa un punt fort on els visitants de Londres podien ser revisats i avaluats.
El 1652, durant l'Interregne, el Parlament va ordenar que el parc de 250 ha fos venut amb efectiu. Va obtenir 17.000 £ amb 765 £ per cada cérvol resident. Després de la Restauració anglesa el 1660, Carles II va reprendre la propietat de Hyde Park i el va tancar amb un mur de maó. Així mateix, va repoblar cérvols al que ara és Buck Hill als jardins de Kensington. La cercavila del Primer de Maig va continuar sent un acte popular; Samuel Pepys va participar en les celebracions del parc el 1663 mentre intentava guanyar-se el favor del rei. Durant la Gran plaga de Londres el 1665, Hyde Park va ser utilitzat com a campament militar.

### Segle XIX

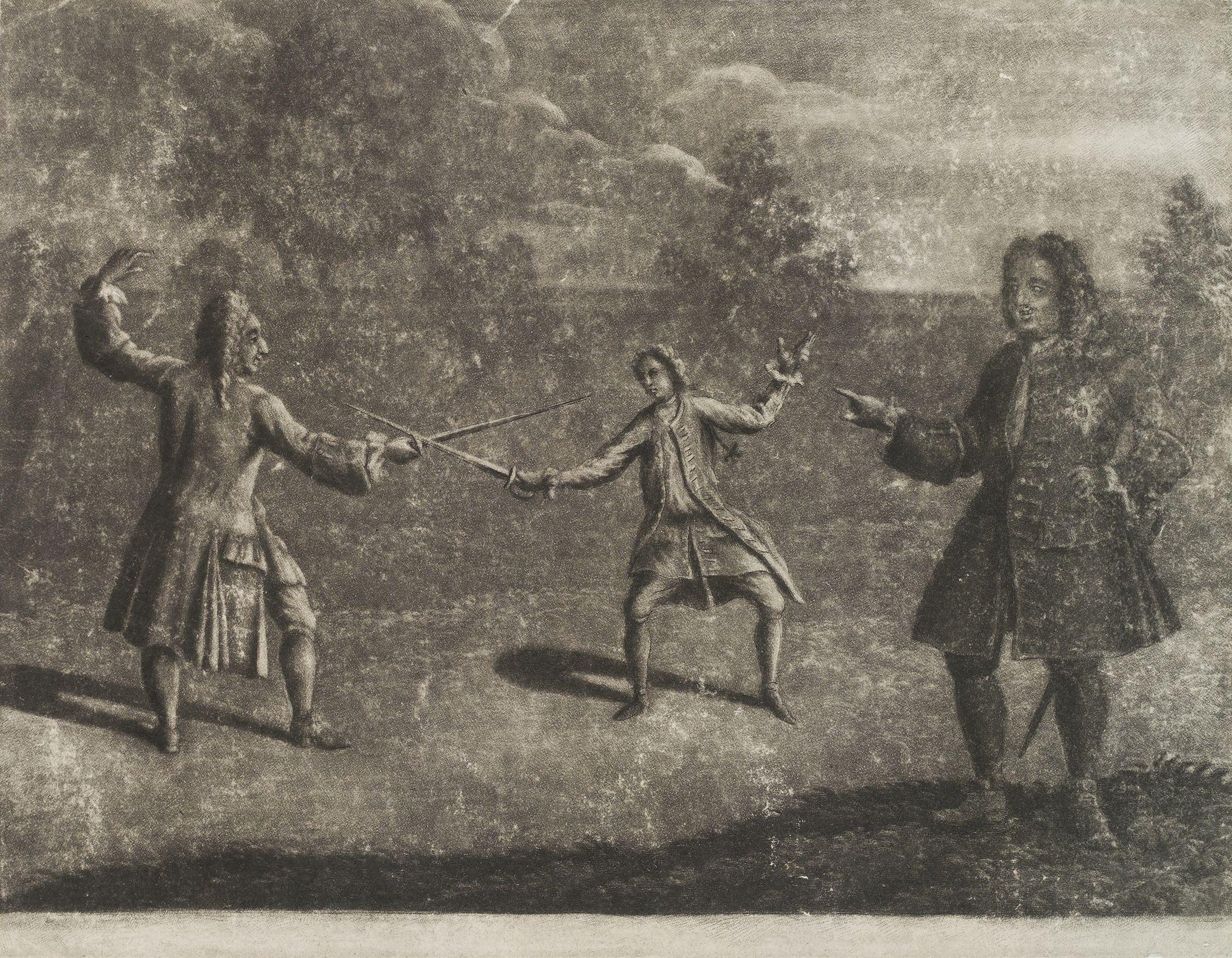
El duel Hamilton–Mohun de 1712. Charles Mohun, quart baró Mohun, lluitant contra James Hamilton, quart duc d'Hamilton, a Hyde Park; tots dos van perdre la vida

L'any 1689, Guillem III va traslladar la seva residència al palau de Kensington, a l'altre costat d'Hyde Park, i va disposar d'una ruta al sud que es coneixia com la carretera privada del rei. Aquesta es coneix actualment com a Rotten Row. Es considera que fou la primera carretera de Londres que s'il·lumina de nit per dissuadir els assaltants de camins. El 1749, Horace Walpole va ser robat mentre viatjava pel parc des de Holland House. Aquest fet va ser utilitzat per les classes benestants per muntar a cavall a principis del segle XIX.
Hyde Park va ser un lloc de duel popular durant el segle XVIII, amb 172 enfrontaments que van causar 63 morts. El duel Hamilton-Mohun va tenir lloc l'any 1712, quan Charles Mohun, quart baró Mohun, va lluitar contra James Hamilton, quart duc de Hamilton. El baró Mohun va ser assassinat a l'instant, i el duc va morir poc després. John Wilkes va lluitar contra Samuel Martin el 1772; l'any en què Richard Brinsley Sheridan es va enfrontar en duel amb el capità Thomas Mathews pels comentaris difamatoris d'aquest últim sobre la promesa de Sheridan, Elizabeth Ann Linley. Edward Thurlow, primer baró Thurlow, va lluitar contra Andrew Stuart en un duel a Hyde Park el 1770. Les execucions militars eren habituals a Hyde Park en aquesta època; El Mapa de Londres de John Rocque, 1746, marca un punt dins del parc, prop de la forca de Tyburn, com "on els soldats són afusellats".
El primer paisatgisme coherent a Hyde Park va començar el 1726. Es va implementar per Charles Bridgeman per encàrrec del rei Jordi I. Després de la mort del rei el 1727, va continuar amb l'aprovació de la seva nora, la reina Carolina. Els treballs van ser supervisats per Charles Withers, agrimensor i Surveyor General of Woods, Forests, Parks, and Chases, dividint Hyde Park, i creant els jardins de Kensington. Es va formar el llac Serpentine  mitjançant l'embassament del riu Westbourne, que travessa el parc des de Kilburn cap al Tàmesi. Aquest embassament va incloure el Long Water per un pont dissenyat per George Rennie el 1826.
El treball es va completar el 1733. El 2n vescomte de Weymouth, que va ser nomenat guarda de Hyde Park el 1739, i poc després va començar a excavar el llac Serpentine a Longleat. El 1805 es va construir un polvorí al nord de la Serpentine.

### Segles XX i XXI

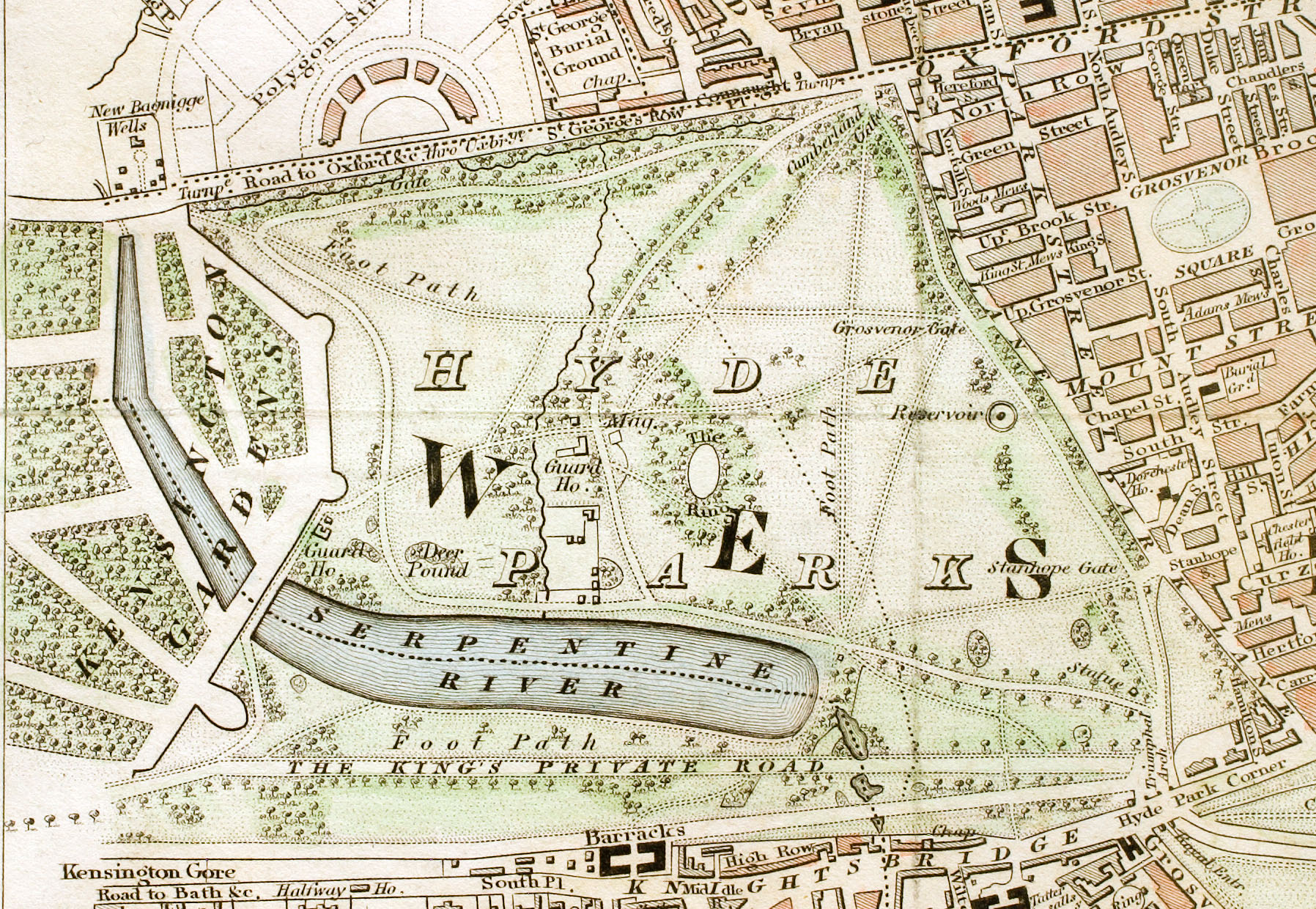
Hyde Park c.1833: Rotten Row és "La carretera privada del rei"

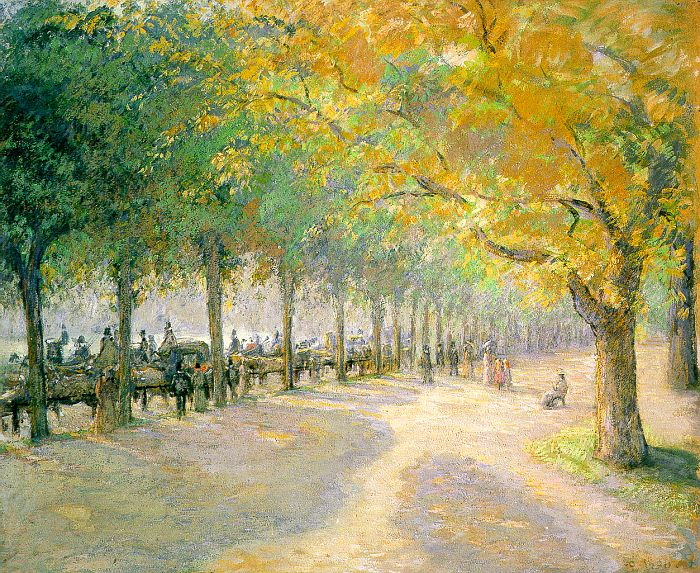
Hyde Park, 1890, de Camille Pissarro, mostrant el sender al llarg de la riba sud del Serpentine

Hyde Park va acollir una Gran Exposició l'estiu de 1814 per celebrar la visita dels sobirans aliats a Anglaterra, i va acollir diversos espectacles. La batalla de Trafalgar es va tornar a representar al Serpentine, amb una banda tocant l'himne nacional mentre la flota francesa s'enfonsava al llac. La coronació del rei Jordi IV el 1821 es va celebrar amb una exhibició al parc, que incorporava un globus aerostàtic i espectacles de focs artificials.
Un dels esdeveniments més importants que va tenir lloc a Hyde Park va ser la Gran Exposició de 1851. El Cristal Palacel es va construir al costat sud del parc. El públic no volia que l'edifici es mantingués després del tancament de l'exposició, i el seu arquitecte, Joseph Paxton, va recaptar fons i el va comprar. El va fer traslladar a Sydenham Hill al sud de Londres. Un altre esdeveniment significatiu va ser la primera investidura de la Creu Victòria, el 26 de juny de 1857, quan 62 homes van ser condecorats per la reina Victòria en presència del príncep Albert i altres membres de la família reial, inclòs el seu futur gendre el príncep hereu Frederic Guillem de Prússia.
El Hyde Park Lido obre el 1930 per oferir un millor suport pels banys al parc, que havia estat sol·licitat pel grup naturista, la Sunlight League. El Lido i el pavelló que l'acompanya van ser dissenyats pel comissari, George Lansbury, finançats al 50 % amb una donació de 5.000 lliures del major Colin Cooper (1892–1938). Encara es fa servir habitualment a l'estiu.
Hyde Park ha estat un lloc important per a diversos jubileus i celebracions reials. Amb motiu del Jubileu d'or de Victòria del Regne Unit el 22 de juny de 18 es va organitzar una festa on uns 26.000 nens van rebre un àpat gratuït com a obsequi. La reina i el príncep de Gal·les van fer una aparició inesperada a l'esdeveniment. La reina Victòria era aficionada a anar a Hyde Park i sovint hi anava amb cotxes cops al dia.
El 20 de juliol de 1982, una bomba de l'Exèrcit Republicà Irlandès Provisional va matar quatre soldats i set cavalls. Es va construir un monument a l'esquerra de l'Albert Gate per commemorar els soldats i cavalls morts en l'explosió.
Com a part del Jubileu de Plata de la Reina Isabel II el 1977, es va organitzar una exposició al parc,[29] amb la visita de la reina Elisabet i el príncep Felip el 30 de juny. El 2012, va tenir lloc un festival important al parc com a part de les celebracions del jubileu de diamant de la reina. El 6 de febrer, la King's Troop, Royal Horse Artillery, va disparar un Royal Salute de 41 canons a Hyde Park Corner.

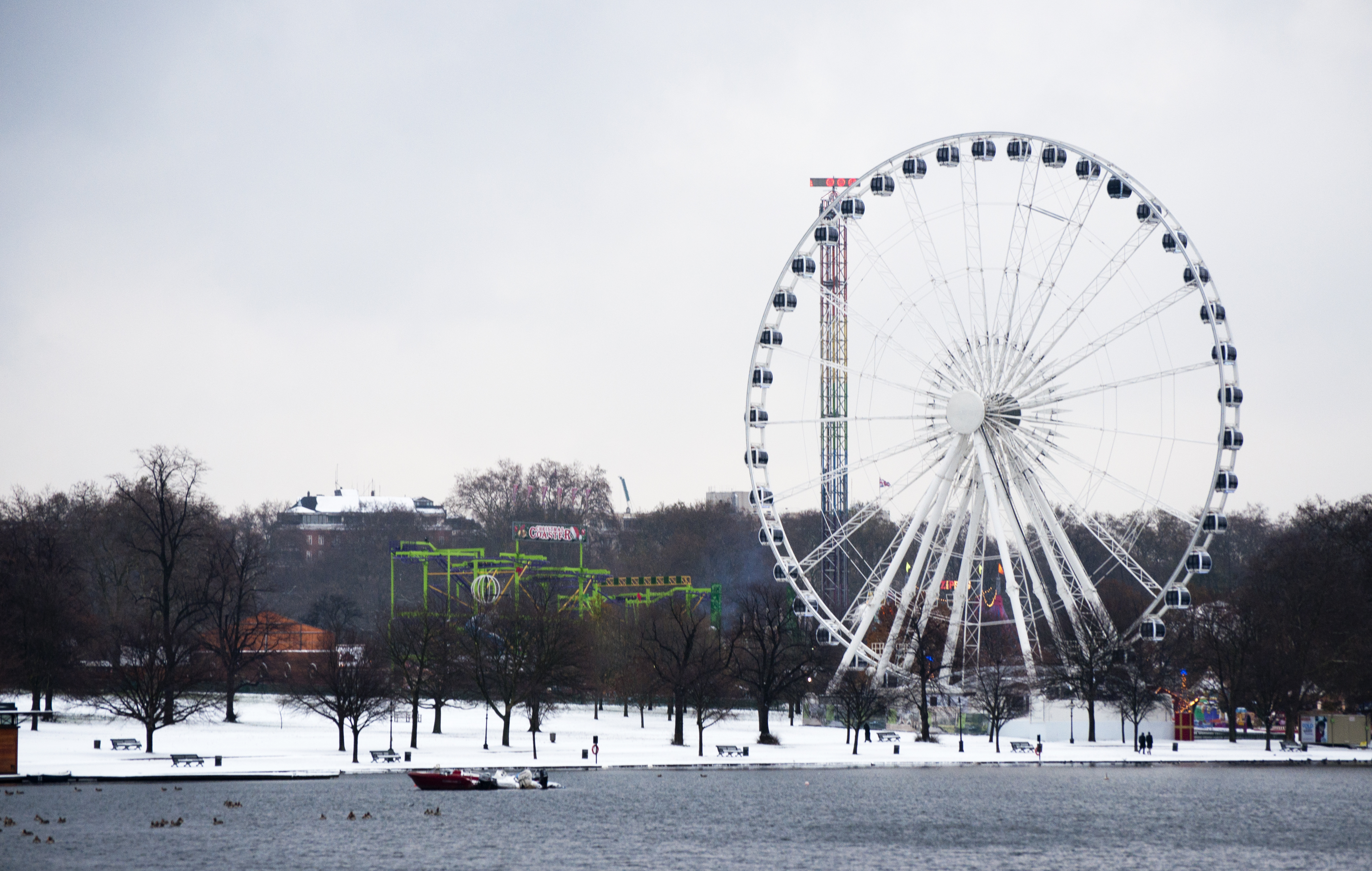
El festival Winter Wonderland és un esdeveniment nadalenc popular a Hyde Park des del 2007.

Des del 2007, Hyde Park acull l'esdeveniment anual Winter Wonderland, que inclou nombrosos mercats de temàtica nadalenca, juntament amb diverses atraccions i restauració. S'ha convertit en un dels esdeveniments nadalencs més grans d'Europa, després d'haver atret més de 14 milions de visitants a partir del 2016, ampliant-se per incloure la pista de gel més gran de Londres, amb entreteniment en directe i circs.
El 18 de setembre de 2010, Hyde Park va ser l'escenari d'una vetlla de pregària amb el papa Benet XVI en el marc de la seva visita al Regne Unit, a la qual van assistir unes 80.000 persones. Una gran multitud es va reunir al llarg del centre comercial per veure el papa arribar a la seva trobada. Un intent d'assassinar al papa s'havia frustrat després que cinc persones vestides d'escombraires fossin detectades a una milla d'Hyde Park, i arrestades juntament amb un sisè sospitós. Més tard van ser alliberats sense càrrecs, ja que la policia va dir que no representaven cap amenaça creïble

## L'entrada principal
A finals del segle XVIII, es van fer plans per substituir l'antiga porta de peatge a Hyde Park Corner per una entrada més gran, després de la gentrificació de la zona que l'envolta. El primer disseny va ser presentat per Robert Adam el 1778 com un gran arc, seguit de la proposta de John Soane de 1796 per construir un nou palau adjacent a la cantonada a Green Park.
Després de la construcció del palau de Buckingham, es van revisar els plans de millora. La gran entrada al parc a Hyde Park Corner va ser dissenyada per Decimus Burton, i va ser construïda a la dècada de 1820. Burton va traçar els camins i les calçades i va dissenyar una sèrie de refugis, el Screen/Gate a Hyde Park Corner, també conegut com la Gran Entrada o Apsley Gate, el 1825 i el Wellington Arch, que es va inaugurar el 1828. La reixa i l'arc formaven originàriament una única composició, dissenyada per proporcionar una transició monumental entre Hyde Park i Green Park, tot i que l'arc es va traslladar el 1883. Originalment, tenia una estàtua del duc de Wellington a la part superior; que també es va traslladar a Aldershot el 1883 quan l'arc va ser reubicat.
Actualment, la façana, d'una llargada d'aproximadament 32,50 metres, implica tres passatges voltats reunits per una columnata. El passatge central presenta una particularitat: és format d'un pòrtic sostingut per quatre columnes, i és superat d'un fris representant una processó triomfal de l'armada, obra d'Henning Jr (fill de l'escultor Henning conegut per a les seves còpies dels  frisos del Partenó). Les dues columnes exteriors d'aquest pòrtic tenen envelats esculpits de tal manera que presenten sempre a la mirada dues cares completes. Les reixes que tanquen els passatges, obres de Bramah, són de ferro, de bronze, i estan guarnides amb un ornament de mareselva  grec.

## L'Speakers' Corner

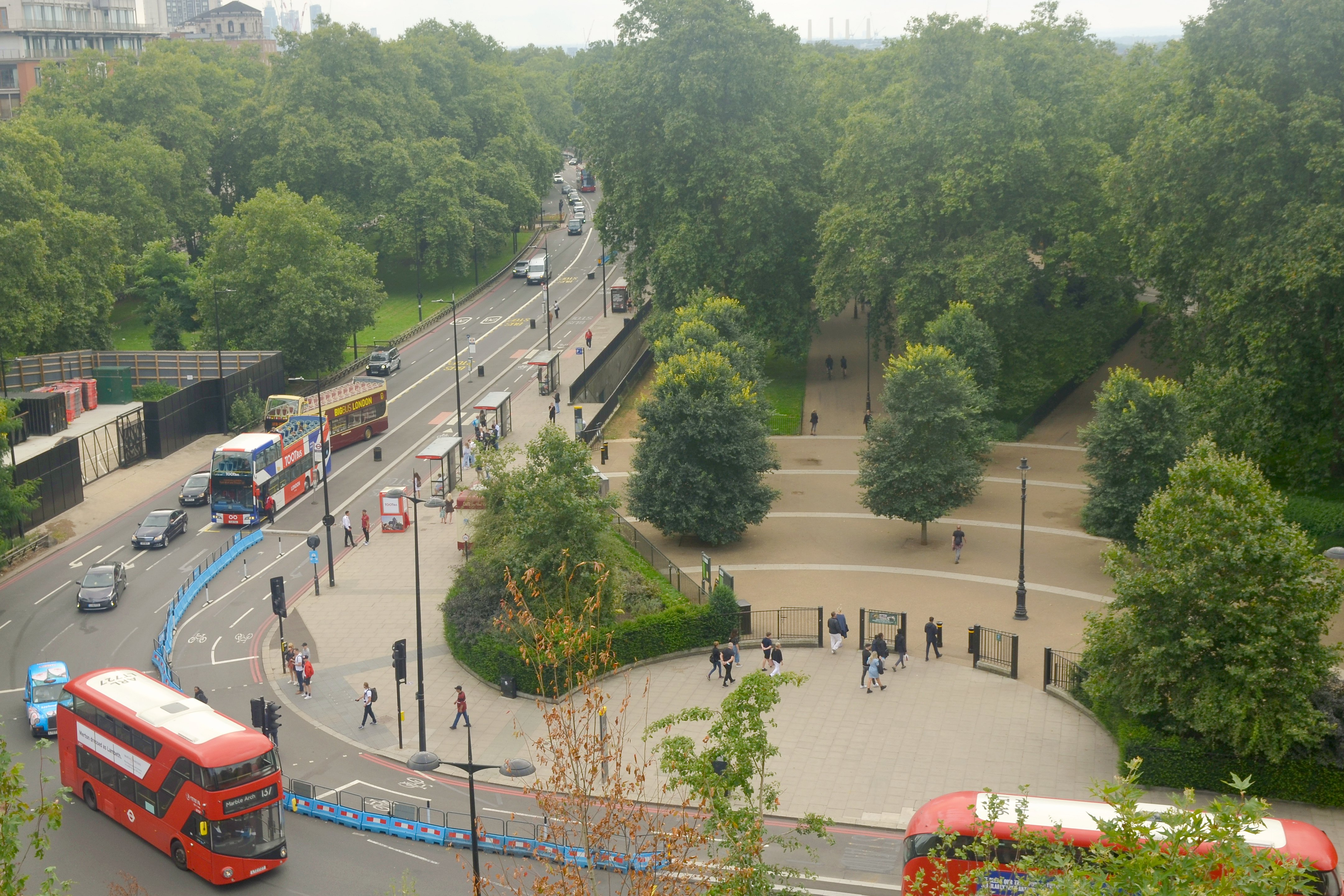
Vista del Speakers' Corner de Hyde Park des de Marble Arch Mound

Hyde Park és també molt conegut per al seu Speakers' Corner («cantonada de l'orador»). Aquest darrer és situat a la part nord-est del parc, prop de l'entrada. Fundat el 1872, és un espai de lliure expressió on tothom pot prendre la paraula lliurement, davant l'assistència del moment.

## Altres punts d'interès
A Hyde Park Corner, a l'extrem sud-est del parc, s'aixeca Wellington Arch, un arc de triomf transformat en commemoració de la batalla de Waterloo. La Serpentine Gallery està situada sobre un emplaçament inesperat per a una galeria d'art contemporani: molta llum natural i la verdor tot al voltant. Aquesta part del parc forma ja part dels jardins de Kensington.Al costat sud s'hi troba el Kensington Palace, en el que hi ha viscut la  princesa Diana.

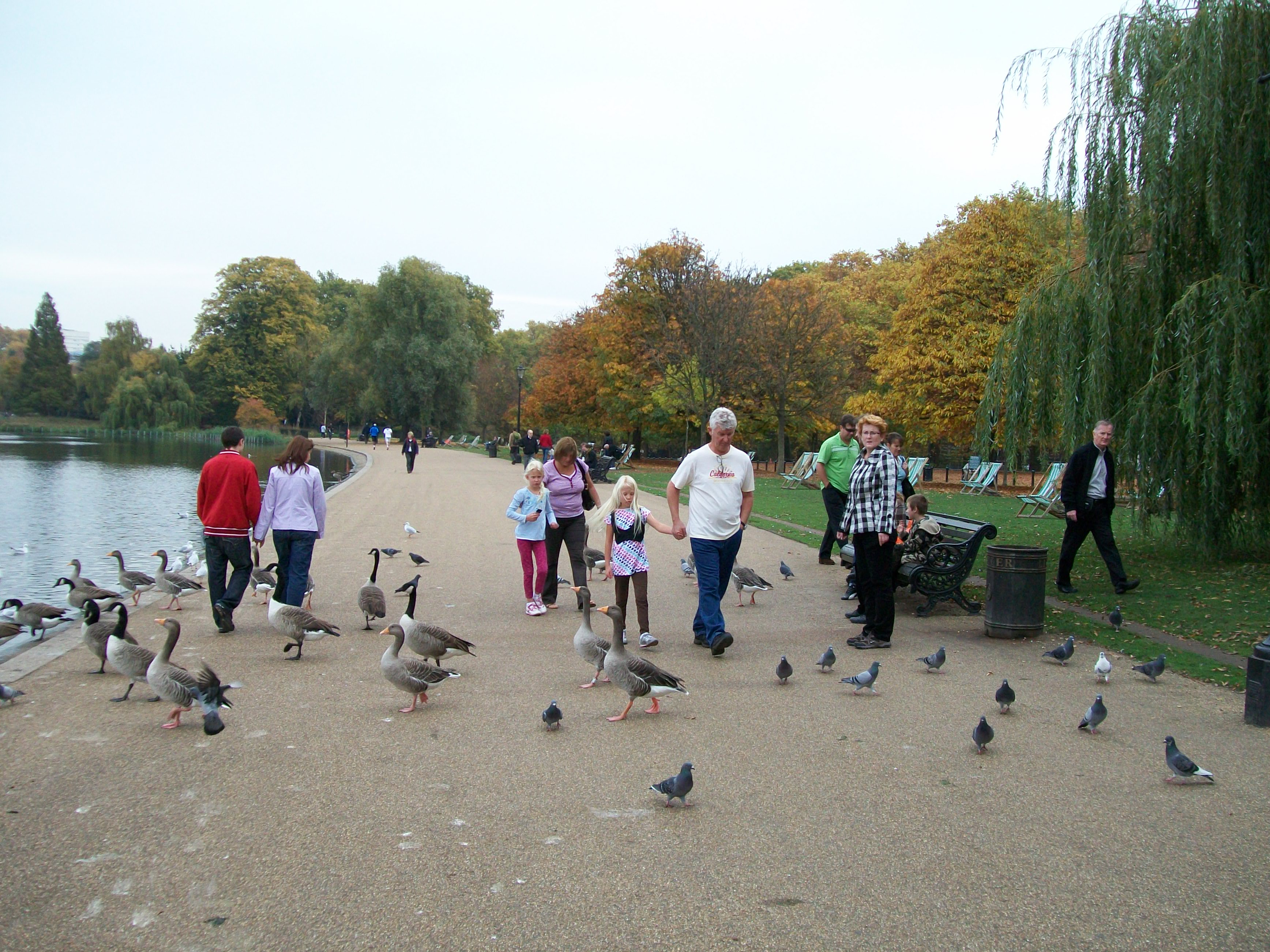
Hyde Park, passejades pel parc

## Concerts
L'escenari de música de Hyde Park es va construir als Kensington Gardens el 1869 i es va traslladar a la seva ubicació actual el 1886. Es va convertir en un lloc popular per a concerts a la dècada de 1890, amb fins a tres cada setmana. Les bandes de música militars i de metalls van continuar tocant allà durant el segle xx.
La companyia de gestió musical Blackhill Enterprises va celebrar el primer concert de rock a Hyde Park el 29 de juny de 1968, al qual van assistir 15.000 persones. A la cartellera hi havia Pink Floyd, Roy Harper i Jethro Tull, mentre que John Peel va dir més tard que era "el concert més agradable al qual he estat mai". Posteriorment, Hyde Park ha presentat alguns dels concerts significatius del rock. El grup Blind Faith (amb Eric Clapton i Steve Winwood) va fer el seu primer concert a Hyde Park el 7 de juny de 1969. Els Rolling Stones van encapçalar un concert, que després es publicaria com a The Stones in the Park, el 5 de juliol d'aquell any, dos dies després de la mort del membre fundador Brian Jones, i ara és recordat com un dels concerts més famosos. Pink Floyd va tornar a Hyde Park el 18 de juliol de 1970, tocant nou material d'Atom Heart Mother. Tots els primers concerts de 1968 a 1971 van ser esdeveniments gratuïts, que contrastaven fortament amb la comercialització posterior.
Queen va tocar un concert gratuït organitzat per Richard Branson al parc el 18 de setembre de 1976, a mig camí de la gravació de l'àlbum A Day at the Races. La banda va atreure una audiència de 150.000 a 200.000 persones, establint el rècord la multitud més gran per a un concert a Hyde Park. Al grup no se li va permetre tocar un bis, i la policia va amenaçar d'arrestar el seu líder Freddie Mercury si intentava fer-ho.
El concert britànic Live 8 va tenir lloc a Hyde Park el 2 de juliol de 2005, organitzat per Bob Geldof i Midge Ure per conscienciar sobre l'augment del deute i la pobresa al Tercer Món. Les actuacions van comptar amb U2, Coldplay, Elton John, R.E.M., Madonna, The Who i Paul McCartney. Els conjunts més esperats van ser el retorn de Pink Floyd, amb David Gilmour i Roger Waters, per primera vegada des de 1981. i l'actuació de Freddie Mercury després d'algun temps fora dels escenaris.
A la cerimònia d'obertura dels Jocs Olímpics d'estiu de 2012 van actuar representants de les quatre nacions del Regne Unit. Els caps de cartell van ser Duran Duran, representant Anglaterra, juntament amb els Stereophonics per a Gal·les, Paolo Nutini per Escòcia i Snow Patrol per a Irlanda del Nord. Des de 2011, Radio 2 Live a Hyde Park té lloc cada setembre. La sèrie de concerts British Summer Time s'han celebrat cada estiu a Hyde Park des del 2013, amb actuacions com Black Sabbath, Neil Young, Celine Dion i Bon Jovi.
Els residents propers s'han tornat crítics amb Hyde Park com a sala de concerts per l'alta sonoritat, i han fet campanya per un nivell sonor màxim de 73 decibels. El juliol de 2012, Bruce Springsteen i Paul McCartney van trobar els seus micròfons apagats després que Springsteen hagués tocat un set de tres hores durant el festival Hard Rock Calling de Park, i van superar l'hora de toc de queda de les 22:30.

## Transport
Hi ha cinc estacions de metro de Londres situades a les vores d'Hyde Park i Kensington Gardens. Seguint l'ordre de les agulles del rellotge començant pel sud-est, són:
- Hyde Park Corner (línia Piccadilly)
- Knightsbridge (línia Piccadilly)
- Queensway (línia central)
- Lancaster Gate (línia central)
- Marble Arch (línia central)

L'estació de metro de Bayswater, a les línies Circle i District, també es troba a prop de l'estació de Queensway i de la cantonada nord-oest del parc. L'estació de metro de High Street Kensington, al Circle and District, és molt a prop del palau de Kensington situat a la cantonada sud-oest dels jardins de Kensington. L'estació de Paddington, servida per les línies de Bakerloo, Circle and District, i Hammersmith & City, és a prop de l'estació de Lancaster Gate ia poca distància a peu de Hyde Park.
Diverses carreteres principals recorren el perímetre de Hyde Park. La Park Lane forma part de la London Inner Ring Road de Londres i el límit de la zona de Peatge de congestió de Londres. El transport dins del parc per a persones amb mobilitat reduïda i visitants amb discapacitat és proporcionat gratuïtament per Liberty Drives, ubicat al Triangle Carpark.
La Cycle Superhighway 3 (CS3) comença a Lancaster Gate, al perímetre nord de Hyde Park. És una de les diverses rutes cicloturistes coordinades per TfL per travessar el Parc. CS3 també creua Hyde Park Corner en la seva ruta cap a Westminster i la City de Londres. La ruta es va obrir el setembre de 2018 i està senyalitzada amb els ciclistes estan segregats de la resta de trànsit rodat en amples carrils bici.